# Gotta Be
『Gotta Be』（ガラビー）は、2024年10月9日にユニバーサル ミュージックより発売されたAぇ! groupの2ndシングル。

## 概要
本作のリリースは7月30日に大阪城ホールで行われたアリーナツアー「Aぇ! group Debut Tour 〜世界で1番AぇLIVE〜」のMCでメンバーからサプライズ発表され、同日21:45ごろからのグループ初のTikTok LIVEでも告知された。
表題曲「Gotta Be」は、疾走感のあるロックナンバー。自分の夢に向かって頑張り続ける全ての人に贈るエールソングで、「《A》BEGINNING」よりも青春感が増した、今のグループとしての音楽や気持ちを目いっぱいに詰め込んだ楽曲となっている。8月18日に有明アリーナで行われたツアーファイナル公演で初披露され、その様子は初回限定盤B付属のDVDに収録されている。
MVはティザー映像の第1弾が9月3日、第2弾が9月4日、第3弾が9月5日に公開された後、満を持して9月6日の午後9時にYouTubeでプレミア公開された。演出は瀬里義治が担当。夢に向かって走り続け、叫び続ける解放をテーマに、メンバーが大量の照明の中で汗だくになりながら6時間踊ったというアグレッシブなダンスシーンを中心に構成されている。メンバー1人ひとりの決意のある表情がフォーカスされる場面があるが、振付についても前作の「《A》BEGINNING」と同じくs**t kingzのshojiが担当し、「1人1人の魅力を届けられたら」と各々の魅力を意識した細かな振りが随所に散りばめられている。9月9日には「MV Dance Ver.」、9月26日には本編には収録されていない映像も含めたメンバーのソロシーンで構成された「MV Solo Scene Ver.」も公開された。10月15日には、グループと同じ関西出身かつメンバーと同年代の28歳であるパリ五輪レスリング男子フリースタイル57キロ級の金メダリスト・樋口黎とコラボレーションしたMVも公開された。樋口の夢に向かう諦めない姿と楽曲の世界観が重なったことから制作陣が樋口にオファーしたことで実現したという。
本作の発売を記念して9月18日から9月29日まで、「思い描いている夢」を投稿するキャンペーンが実施され、全国のCDショップで「Aぇ! POST」が設置された他、WEB上でも特設サイトがオープンした。また、10月8日から10月14日まで全国の「Aぇ! group 応援店」でメンバーソロ写真のパネルやポスターが展示された。
発売日である10月9日にはYouTube生配信が行われ、キャンペーンで集められた「夢」についてのトークや「Gotta Be」のMV撮影、レコーディング裏話やカップリング曲の解説などが展開された。

## リリース
初回限定盤A（CD+DVD）、初回限定盤B（CD+DVD）、初回限定盤C（CD+PHOTOBOOK）、通常盤（CDのみ）の4形態で発売。ジャケット写真の全4種の背景にはメンバーカラーの赤、青、黄色、紫、緑が使用されている。

### 特典
早期予約特典
7月30日 - 8月19日までの期間内に 初回限定盤A・B・C・通常盤のいずれかを1枚予約するともらえる。
- チェキ風カード（メンバーソロ5枚セット）

初回プレス盤封入特典
初回限定盤A・初回限定盤B・初回限定盤C・通常盤それぞれの初回プレスに封入されているシリアルコードで各形態別のオリジナル動画が期間限定（10月8日正午 - 10月22日18:00）で視聴できる。
- 期間限定動画A：「Gotta Be」Behind the Scenes（レコーディング）
- 期間限定動画B：「Gotta Be」Behind the Scenes（レコーディングメンバーコメント）
- 期間限定動画C：「ネオンライト」Behind the Scenes
- 期間限定動画D：「Gotta Be」Behind the Scenes（振り入れ）

通常特典
- 初回限定盤A - 夢を描こう！Gotta Beオリジナルノート
- 初回限定盤B - 夢を描こう！Gotta Beオリジナルペン
- 初回限定盤C - Gotta Beオリジナルクリアしおりセット
- 通常盤 - トレカ（3種セット）

## 収録曲
クレジット出典

### CD
1,2曲目は全形態共通。

#### 通常盤
1. Gotta Be［4:04］
作詞：Seiji Takagi、Peach / 作曲：oni、Seiji Takagi、Peach / 編曲：oni、Peach
2. Never End［3:40］
作詞：YU-G / 作曲：SHIBU、YU-G / 編曲：SHIBU
佐野晶哉主演 ABCテレビ・テレビ朝日系ドラマ『離婚後夜』主題歌[35]。
今までのグループには無かった新境地ともいえるスケール感のあるラブバラード[15][36]。美しいメロディにのせて綴られる相手を思うピュアな恋心は、不器用ながらも相手に愛を伝えるドラマの主人公とリンクしている[36]。
3. アエテオドル［4:10］
作詞・作曲：ヒゲドライバー / 編曲：SAKUMARYO
ジュニア時代から人気が高かった楽曲を新たにレコーディングして収録[15][35]。
4. Party-Aholic［3:31］
作詞：MiNE / CHOKKAKU、原田卓也、Joakim Bjornberg、Christofer Erixon / 編曲：CHOKKAKU
ジュニア時代から人気が高かった楽曲を新たにレコーディングして収録[15][35]。

#### 初回限定盤A
1. Gotta Be
2. Never End
3. RED ZONE［3:49］
作詞：久保田敬也 / 作曲：久保田敬也、宮崎諒 / 編曲：宮崎諒
アグレッシブなダンスナンバー[15]。

#### 初回限定盤B
1. Gotta Be
2. Never End
3. Say Aぇ!［3:52］
作詞・作曲・編曲：浅利進吾
コール&レスポンス曲[15]。

#### 初回限定盤C
1. Gotta Be
2. Never End
3. ネオンライト［3:45］
作詞：Ryosuke Kawashima / 作曲・編曲：SAKUMARYO
スタッフも初の試みだった曲中に4小節程度収録されているタップダンスの音は、響き方など細部にもかなりこだわって収録されている[37]。また、曲の冒頭に収録されている末澤による口上は、3パターン収録した中から佐野が選択したライブさながらに声を上げるパターンが収録された[37]。

### DVD

#### 初回限定盤A
- 「Gotta Be」Music Video
- 「Gotta Be」Music Video Making

#### 初回限定盤B
- 「Gotta Be」Aぇ! group Debut Tour 〜世界で1番AぇLIVE〜（2024.08.18 有明アリーナ）
グループ初の全国ツアー最終公演で初披露された「Gotta Be」のライブ映像[38]。
- 「Gotta Be」Photoshoot & Performance Making
ビジュアル撮影とパフォーマンスのメイキング映像を収録[39]。

## チャート成績
オリコンでは初週39.1万枚を売り上げ、2024年10月21日付「オリコン週間シングルランキング」で初登場1位を獲得。デビューシングル『《A》BEGINNING』から2作連続での首位獲得となり、これは2022年5月16日付でENHYPENが達成して以来2年5か月ぶりの記録となる。また、CDが39万765PT、ストリーミングで339PTを獲得し、計39万1104PTで「オリコン合算週間シングルランキング」でも2作連続の首位を獲得した。
Billboard JAPANでは初週で411,052枚を売り上げ、"Top Singles Sales"で2作連続首位獲得を達成しただけでなく、"JAPAN Hot 100"でも自身初となる総合首位を獲得した。